# Ramat Matred
Ramat Matred (hebreiska: רמת מטרד) är ett berg i Israel.   Det ligger i distriktet Södra distriktet, i den södra delen av landet. Toppen på Ramat Matred är 666 meter över havet.
Terrängen runt Ramat Matred är platt söderut, men norrut är den kuperad.Runt Ramat Matred är det ganska glesbefolkat, med 42 invånare per kvadratkilometer. Närmaste större samhälle är Midreshet Ben-Gurion, 14,2 km nordost om Ramat Matred. Trakten runt Ramat Matred är ofruktbar med lite eller ingen växtlighet.